# Kalklicht

Kalklicht is een type podiumverlichting dat vroeger gebruikt werd in theaters. Rond 1910 werd het kalklicht als lichtbron gebruikt in projectieapparaten, die toen "toverlantaarns" werden genoemd.

## Werking
Een knalgasvlam wordt gericht op een cilinder van ongebluste kalk (calciumoxide), waarvan de temperatuur kan worden verhoogd tot 2572 °C voordat de kalk smelt. Het is daarom mogelijk het materiaal witgloeiend te maken zonder dat het smelt. Daarnaast zendt het materiaal meer kortgolvige elektromagnetische straling uit dan voor een zwarte straler verwacht zou worden, een eigenschap die men ook terugvindt in gloeikousjes. De combinatie van deze twee effecten zorgt voor een intens wit licht.

## Geschiedenis

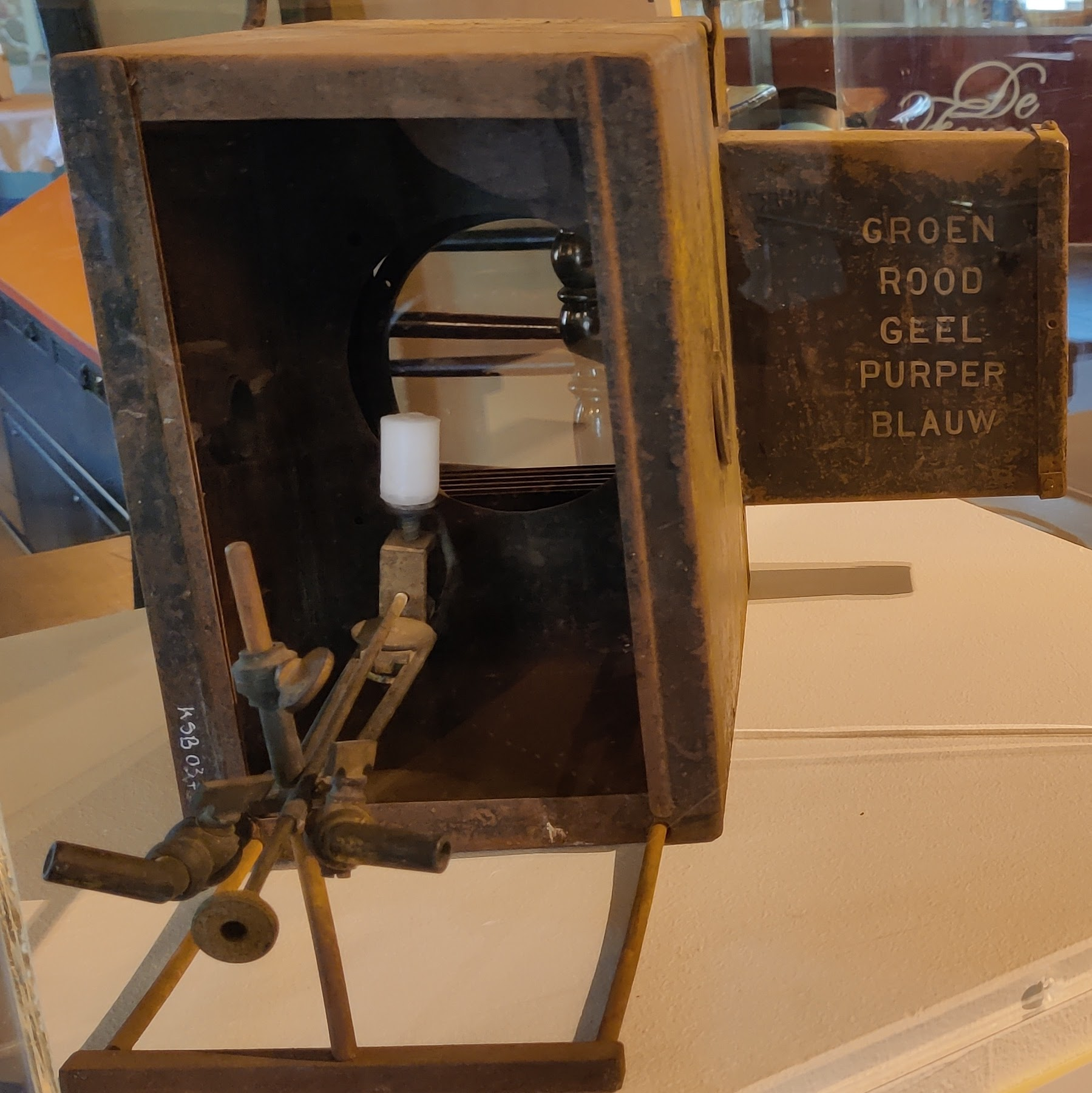
Limelight, 19e eeuw (collectie: Stadsschouwburg Brugge)

Het kalklichteffect werd rond 1820 ontdekt door Goldsworthy Gurney, op basis van zijn werk met de 'knalgasblaaspijp'. In 1825 zag de Schotse ingenieur Thomas Drummond (1797-1840) een demonstratie van het effect door Michael Faraday. Hij realiseerde zich dat het licht een onderzoek waard was. Drummond vervaardigde een werkende versie in 1826. Het kalklicht wordt daarom in andere talen ook wel Drummondlicht genoemd.
De kalklichtschijnwerpers, ook bekend als limelight, werden voor het eerst openbaar gebruikt in het Royal Opera House in Londen in 1837. Ze genoten wijdverbreid gebruik in theaters over de hele wereld in de jaren 1860 en 1870. Kalklicht werd in de late 19de eeuw vervangen door de booglamp.
argandse lamp ·
booglamp ·
carbidlamp ·
CCFL ·
davylamp ·
EEFL ·
elektrodeloze lamp ·
elektronenflitser ·
filmzon ·
flitser ·
fluorescentielamp ·
gaslicht ·
gasontladingslamp ·
gloeilamp ·
halogeenlamp ·
hefnerlamp ·
hogehelderheidsled ·
jablochkoff-kaars ·
kaars ·
kalklicht · 
knijpkat ·
kwiklamp ·
lantaarn ·
ledlamp ·
menglichtlamp ·
metaalhalidelamp ·
natriumlamp ·
neonlamp ·
nernstlamp ·
olielamp ·
petroleumlamp ·
spaarlamp ·
tl-buis ·
xenonlamp ·
zaklantaarn